# Eoleptestheria
Eoleptestheria é um género de crustáceo da família Leptestheriidae.
Este género contém as seguintes espécies:
- Eoleptestheria spinosa